# 242e régiment d'artillerie coloniale
Pour les articles homonymes, voir 242e régiment.
Le 242e régiment d'artillerie lourde coloniale (242e RALC) est une unité des troupes coloniales de l'Armée française ayant participé à la Seconde Guerre mondiale. 

## Historique
Il est créé le 2 septembre 1939 à Nîmes à la mobilisation, à partir du 2e régiment d'artillerie coloniale. Il est affecté, avec le 42e régiment d’artillerie coloniale, à la 65e division d'infanterie puis à la 30e division d'infanterie alpine (30e DIA). Au déclenchement de l'attaque allemande le 10 mai 1940, la 30e DIA et son artillerie sont dans la région de Niederbronn-les-Bains en Alsace. La division combat mi-juin dans le secteur fortifié des Vosges. Le régiment est capturé par les Allemands le 22 juin 1940 au nord-est d'Épinal, encerclé avec sa division entre la 75e division d'infanterie allemande venant du Nord et les 6e panzerdivision et 20e division motorisée allemandes venant du sud-ouest.

## Insigne

Le blason de la ville de Nîmes, inspiration de l'insigne du.

Il représente un crocodile sur un palmier, rappel des armes de la ville de Nîmes.